# 2029年國際足協世界冠軍球會盃
2029年國際足協世界冠軍球會盃是計劃中第 22 屆國際足協世界冠軍球會盃賽事，為一項國際足球球會賽事，由國際足球協會主辦，賽事定於2029年6月至7月期間舉行。這亦會是第二屆擴充至 32 隊參賽模式下的賽事。

## 主辦國遴選
- （可能聯同 新西兰） – 在經歷2023年國際足協女子世界盃的成功後，澳洲足球協會主席宣佈澳洲會競投2026年亞足聯女子亞洲盃和2029年國際足協世界冠軍球會盃的主辦權。[2][3]

- 西班牙、 葡萄牙、 摩洛哥 – 三國在里斯本進行會議後，摩洛哥足協主席在一次訪問中透露三國會競投2029年國際足協世界冠軍球會盃的主辦權，以當作2030年國際足協世界盃的準備。[4] 摩洛哥原先打算由他們獨自主辦。[5]

## 席位分配
2029年賽事會沿用2025年賽事的席位分配方案。當中歐洲足球協會可獲得最多席位，一共有十二個。而南美洲足球協會獲得第二多參賽席位，有六個。亞洲足球協會、非洲足球協會和中北美洲及加勒比海足球協會分別獲得四個參賽席位。大洋洲足球協會和主辦國分別獲分配一個席位。2023年3月14日，國際足協委員會通過入圍名單的主要準則。準則主要考慮2021年至2024年四年期間中完成的賽事，詳情如下：
- 南美洲足球協會和歐洲足球協會（擁有多過四個席位）：2021年至2024年期間洲際頂級球會賽事冠軍球隊，其餘球隊則根據四年期球會排名來決定。[8]
- 亞洲足球協會、非洲足球協會和中北美洲及加勒比海足球協會（各有四個席位）：2021年至2024年期間的洲際頂級球會賽事冠軍[8][註 1]
- 大洋洲足球聯合會（一個席位）：2021年至2024年期間洲際頂級球會賽事各支冠軍球隊之間排名最高球隊。[8]
- 主辦國（一個席位）：在稍後階段確定。

假如一家球會贏得兩次或更多的洲際頂級球會賽事冠軍，額外球隊會由四年期球會排名決定。每個國家足協限制最多兩家球會參賽，但假如是來自同一個國家足協的球隊贏得兩個以上頂級球會賽事，該限制則可獲得豁免。四年期球會排名的計算方法，是按照各支球隊在2021年至2024年期間於所屬洲際完成的賽事表現而定。
對於歐洲足協以外的屬會，會採用以下方法：
- 勝出得 3 分
- 和局得 1 分
- 在成功晉級賽事中每個新階段可獲得 3 分

對於歐洲足球協會而言，由於現存的歐洲足協球會系數系統發展成熟，所以歐洲足協獲得「破例」採用這系統來計算歐洲球隊的排名。

## 參賽球隊
| 洲份                          | 球隊         | 參賽途徑                                | 晉級日期       | 參賽次數 |
| ----------------------------- | ------------ | --------------------------------------- | -------------- | -------- |
| 亞洲 (4 個席位)               | 吉達艾阿里   | 2024–25年亞足聯冠軍精英聯賽 冠軍        | 2025年5月3日   | 1st      |
| 亞洲 (4 個席位)               | 待定         | 2025–26年亞足聯冠軍精英聯賽 冠軍        | 2026年5月      |          |
| 亞洲 (4 個席位)               | 待定         | 2026–27年亞足聯冠軍精英聯賽 冠軍        | 2027年5月      |          |
| 亞洲 (4 個席位)               | 待定         | 2027–28年亞足聯冠軍精英聯賽 冠軍        | 2028年5月      |          |
| 非洲 (4 個席位)               |              | 2024–25年非洲聯賽冠軍盃 冠軍            | 2025年6月1日   |          |
| 非洲 (4 個席位)               | 待定         | 2025–26年非洲聯賽冠軍盃 冠軍            | 2026年6月      |          |
| 非洲 (4 個席位)               | 待定         | 2026–27年非洲聯賽冠軍盃 冠軍            | 2027年6月      |          |
| 非洲 (4 個席位)               | 待定         | 2027–28年非洲聯賽冠軍盃 冠軍            | 2028年6月      |          |
| 中北美洲及加勒比海 (4 個席位) |              | 2025年中北美洲及加勒比海足協冠軍盃 冠軍 | 2025年6月1日   |          |
| 中北美洲及加勒比海 (4 個席位) | 待定         | 2026年中北美洲及加勒比海足協冠軍盃 冠軍 | 2026年6月      |          |
| 中北美洲及加勒比海 (4 個席位) | 待定         | 2027年中北美洲及加勒比海足協冠軍盃 冠軍 | 2027年6月      |          |
| 中北美洲及加勒比海 (4 個席位) | 待定         | 2028年中北美洲及加勒比海足協冠軍盃 冠軍 | 2028年6月      |          |
| 南美洲 (6 個席位)             | 待定         | 2025年南美自由盃 冠軍                   | 2025年11月29日 |          |
| 南美洲 (6 個席位)             | 待定         | 2026年南美自由盃 冠軍                   | 2026年11月     |          |
| 南美洲 (6 個席位)             | 待定         | 2027年南美自由盃 冠軍                   | 2027年11月     |          |
| 南美洲 (6 個席位)             | 待定         | 2028年南美自由盃 冠軍                   | 2028年11月     |          |
| 南美洲 (6 個席位)             | 待定         | 南美洲足協四年排名最佳合資格球隊        | 待定           |          |
| 南美洲 (6 個席位)             | 待定         | 南美洲足協四年排名次佳合資格球隊        | 待定           |          |
| 大洋洲 (1 個席位)             | 待定         | 待定                                    | 待定           |          |
| 歐洲 (12 個席位)              | 巴黎聖日耳門 | 2024–25年歐洲冠軍聯賽 冠軍              | 2025年5月31日  | 1st      |
| 歐洲 (12 個席位)              | 待定         | 2025–26年歐洲冠軍聯賽 冠軍              | 2026年5月30日  |          |
| 歐洲 (12 個席位)              | 待定         | 2026–27年歐洲冠軍聯賽 冠軍              | 2027年6月5日   |          |
| 歐洲 (12 個席位)              | 待定         | 2027–28年歐洲冠軍聯賽 冠軍              | 2028年5月／6月 |          |
| 歐洲 (12 個席位)              | 待定         | 歐洲足協四年排名最佳合資格球隊          | 待定           |          |
| 歐洲 (12 個席位)              | 待定         | 歐洲足協四年排名次佳合資格球隊          | 待定           |          |
| 歐洲 (12 個席位)              | 待定         | 歐洲足協四年排名第三佳合資格球隊        | 待定           |          |
| 歐洲 (12 個席位)              | 待定         | 歐洲足協四年排名第四佳合資格球隊        | 待定           |          |
| 歐洲 (12 個席位)              | 待定         | 歐洲足協四年排名第五佳合資格球隊        | 待定           |          |
| 歐洲 (12 個席位)              | 待定         | 歐洲足協四年排名第六佳合資格球隊        | 待定           |          |
| 歐洲 (12 個席位)              | 待定         | 歐洲足協四年排名第七佳合資格球隊        | 待定           |          |
| 歐洲 (12 個席位)              | 待定         | 歐洲足協四年排名第八佳合資格球隊        | 待定           |          |
| 主辦國 (1 個席位)             | 待定         | 待定                                    | 待定           |          |

## 轉播權
以下未特別註明者，均為全部轉播63場賽事。
| 地區 | 電視台       | 備註 |
| ---- | ------------ | ---- |
| 全球 | DAZN         |      |
| 中国 | 中国移动咪咕 |      |

## 備註
1. ↑  由於亞足聯冠軍聯賽在2023–24年球季起由年內賽改為跨年賽，所以亞洲區餘下的席位會由四年期球會排名來決定。[8]
2. ↑  然而，該系統只會計算四年期間的成績，而不是慣常用於歐洲賽事的五年。

## 外部連結
- 官方网站